# Pitara subarcuata
Pitara subarcuata là một loài bướm đêm trong họ Erebidae.